# Кыртовка
Кыртовка — река в Тарском районе Омской области России. Устье реки находится в 261 км по левому берегу реки Туй. Длина реки составляет 78 км. Площадь водосборного бассейна — 869 км². Высота устья — 66 м над уровнем моря. 

## Притоки
- Крапивка (лв)
- Быстрый (пр)
- Карька (лв)
- 33 км: Кыртау (пр)
- 35 км: Булка (лв)
- Юдова (лв)
- 47 км: река без названия (лв)
- 57 км: Сигоза (лв)
- 59 км: Чингала (лв)
- 67 км: Полденка (лв)

## Данные водного реестра
По данным государственного водного реестра России относится к Иртышскому бассейновому округу, водохозяйственный участок реки — Иртыш от впадения реки Омь до впадения реки Ишим, без реки Оша, речной подбассейн реки — бассейны притоков Иртыша до впадения Ишима. Речной бассейн реки — Иртыш.